# Малоугловое нейтронное рассеяние
Малоугловое нейтронное рассеяние (англ. small angle neutron scattering) — упругое рассеяние пучка нейтронов на неоднородностях вещества, размеры которых существенно превышают длину волны излучения, которая составляет λ = 0,1–1 нм); направления рассеянных лучей при этом лишь незначительно (на малые углы) отклоняются от направления падающего луча. 

## Описание
С помощью метода нейтронного рассеяния изучают неоднородности коллоидных размеров (1–1000 нм), исследуют структуру разупорядоченных объектов, строение биологических молекул в растворе, объемные дефекты в кристаллических веществах, кластерную структуру жидкостей и аморфных тел, поры в различных пористых материалах и т. д. В основе метода лежит процесс измерения усредненной интенсивности рассеянного пучка нейтронов на образце как функции угла рассеяния.
В целом методы малоуглового рентгеновского и нейтронного рассеяния схожи в теоретическом обосновании и способах обработки данных. Как правило, они являются частью структурных исследований с применением ряда физических и физико-химических методов изучения структуры. В первую очередь к ним относятся методы электронной микроскопии и рентгеноструктурного анализа.